# 磐瀬村
磐瀬村（いわせむら）は福島県耶麻郡にかつて存在した村である。

## 地理
- 現在の猪苗代町の中部に位置する。

## 歴史

### 村域の変遷
- 1889年（明治22年）4月1日 - 町村制施行により、磐瀬村が単独で村制施行し耶麻郡磐瀬村が発足。
- 1941年（昭和16年）4月1日 - 磐瀬村は磐保村とともに猪苗代町と合併、改めて猪苗代町が発足。

変遷表
| 1868年 以前 | 1868年 以前 | 明治8年 | 明治22年 4月1日 | 昭和16年 4月1日 | 現在     |
| ----------- | ----------- | ------- | --------------- | --------------- | -------- |
|             | 長坂新田村  | 磐瀬村  | 磐瀬村          | 猪苗代町        | 猪苗代町 |
|             | 渋谷村      | 磐瀬村  | 磐瀬村          | 猪苗代町        | 猪苗代町 |
|             | 見禰村      | 磐瀬村  | 磐瀬村          | 猪苗代町        | 猪苗代町 |

## 人口・世帯

### 人口
総数 [単位： 人]
| 1889年（明治22年） | 615 |
| 1907年（明治40年） | 774 |
| 1920年（大正 9年） | 678 |
| 1947年（昭和22年） | 666 |

### 世帯
総数 [単位： 世帯]
| 1920年（大正 9年） | 95 |
| 1947年（昭和22年） | 93 |